# Hymnody
Hymnody de Robert Gerhard  es una obra de música clásica contemporánea del año 1963, la cual fue un encargo de la BBC. Esta fue escrita durante febrero y el marzo del 1963.

## Nota del compositor
Se reproduce una nota del compositor: 

El meu cap estava ple de salms durant el treball en aquesta peça. Em sento emocionat, de vegades agonitzat, per la paraula del salmista, però no puc dir que en cap moment vaig ser conscient de cap correspondència directa entre una imatge musical i una imatge poètica en particular. Si, malgrat això, he citat dos versos del Llibre dels Salms, un a la primera pàgina de la partitura i un a l’última, no ha estat per relacionar-los específicament amb el context musical, sinó per indicar-los. simbòlicament un clima imaginatiu i, sobretot, per testificar la naturalesa de la implicació que em va fer escriure aquesta obra.
Robert Gerhard

La primera citación proviene del Salmo 22, verso 12: "... els bous forts de Cashan m'han embolicat;" la segunda del Salmo 88, verso 12: "Les vostres meravelles seran conegudes a les fosques?"

## Instrumentos y orquestación
Esta obra fue escrita en nueve secciones fuertemente contrastadas, tocadas sin descanso, y para la siguiente instrumentación
Orquestación: flauta, oboe, clarinete, trompa, trompeta, trombón, tuba, 2 perc (4 sus cym, cym (large), BD (pequeño, med, grande), 2 tam (med, large), sus ante cym, glock , mbaphone, vib, temp blk coreano, 3 tomo chino, clavas, w blk, tomo (pequeño), timp, xylorimba, bongo, tamb, xylo, vib), 2 pn
Flauta, oboe, clarinete, hn, trompeta, trombón, tuba, percusión, vibràfon, temp blk coreano, 3 tomos chinos, clavo, timp, xylorimba, bongo, tamb, xylo.

## Estreno y crítica
Hymnody, por encargo de la BBC, fue escrito durante febrero-marzo del 1963 y se estrenó al Thursday Invitation Concierto el 23 de mayo del mismo año por miembros del London Virtuoso Ensemble dirigido por Jacques-Louis Monod.

Una obra distingida i sovint poèticament bella ... La rica i exacta imaginació harmònica del senyor Gerhard va fer una impressió especialment potent.
Daily Telegraph